# Auguste Victor Mustel

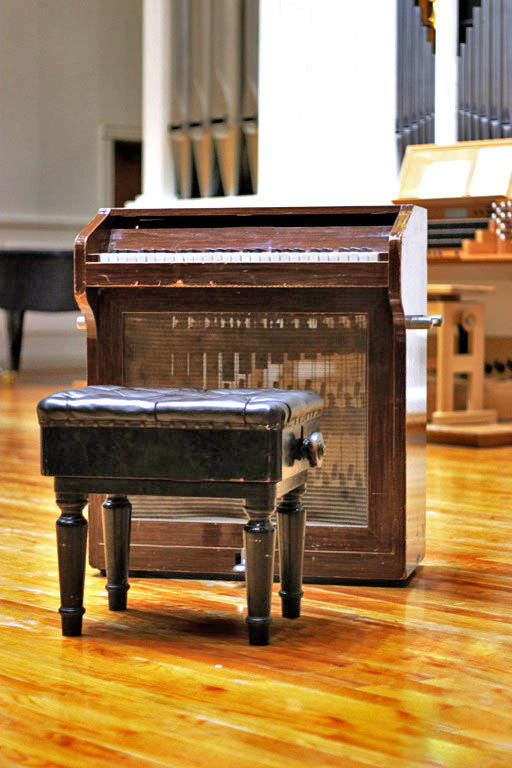
Le Célesta inventé par Auguste Mustel.

Auguste Victor Mustel, né au Havre le 24 janvier 1842 et mort le 16 mars 1919 à Paris (11e arrondissement), est un harmoniumiste et facteur d'harmoniums français. Il est l'inventeur de l'harmonium-célesta.

## Biographie
Auguste Victor Mustel est né dans le quartier Sanvic du Havre, il est le fils de Charles Victor Mustel. Auguste est également le père du facteur d'harmonium Alphonse Mustel (1873-1937).
Auguste Mustel a développé en collaboration avec son père Charles Mustel, le célesta (breveté 1886), sorte d'harmonium à deux claviers.
Il est inventeur et facteur d'harmoniums français, avec son frère Charles Henry (1840-1890) et son fils Alphonse, il perfectionna (mise au point de la double expression en 1854) et fabriqua l'harmonium ou orgue expressif inventé par Alexandre-François Debain en 1842. Il collabora avec Alphonse au perfectionnement du typophone (1866) et à la création d'un harmonium connu sous le nom de célesta en 1886.